# Jenkins (Schiff, 1942)
Die USS Jenkins (DD-447)  war ein Zerstörer der US-Marine. Während ihrer Dienstzeit zwischen 1942 und 1969 nahm sie am Zweiten Weltkrieg, am Koreakrieg sowie am Vietnamkrieg teil. Sie gehörte zur aus 175 Schiffen bestehenden Fletcher-Klasse. 1971 wurde sie zum Abbruch verkauft.

## Namensgeber
Rear Admiral Thornton A. Jenkins (1811–1893) war Offizier der US-Marine und diente im Amerikanisch-Mexikanischen Krieg und im Amerikanischen Bürgerkrieg.

## Technik

### Rumpf und Antrieb
Der Rumpf der USS Jenkins war 114,71 m lang und 12,01 m breit. Der Tiefgang betrug 4,0 m, die Verdrängung 2.100 ts (2067 t). Der Antrieb des Schiffs erfolgte durch zwei Dampfturbinen von General Electric, der Dampf wurde in vier Kesseln von Babcock & Wilcox erzeugt. Die Wellenleistung betrug 60.000 hp (45 MW), die Höchstgeschwindigkeit lag bei 36 kn (67 km/h).

### Bewaffnung und Elektronik
Hauptbewaffnung der USS Jenkins waren bei Indienststellung ihre fünf 5-Zoll/127-mm-Mark-30-Einzeltürme. Dazu kamen diverse Flugabwehrkanonen, die im Laufe des Krieges immer weiter verstärkt wurde. 1948/49 wurde das Schiff dann zum U-Jagdzerstörer umgebaut und erhielt verstärkte Anti-U-Boot-Bewaffnung, unter anderem einen Mk.-108-U-Jagdraketenwerfer vor der Brücke.
Die USS Jenkins war mit Radar ausgerüstet. Am Mast über der Brücke waren ein SG- und ein SC-Radar montiert, mit denen Flugzeuge auf Entfernungen zwischen 15 und 30 Seemeilen (28 und 56 Kilometer) und Schiffe in Entfernungen zwischen 10 und 22 Seemeilen (19 und 41 Kilometer) geortet werden konnten.

## Geschichte
USS Jenkins wurde am 27. November 1941 bei Federal Shipbuilding & Drydock Co. in Kearny, N.J. auf Kiel gelegt und lief am 21. Juni 1942 vom Stapel. Taufpatin war Marion Parker Embry. Am 31. Juli 1942 wurde der Zerstörer unter dem Kommando von Lieutenant Commander H. F. Miller in Dienst gestellt.

### 1942
Nach Abschluss der Ausbildung verließ USS Jenkins am 24. Oktober 1942 Casco Bay, Maine, um einen Geleitzug nach Nordafrika zu eskortieren. Sie sicherte am 8. November die schweren Einheiten während des Beschusses von Landzielen in der Umgebung von Casablanca. Nach diesem erfolgreichen Einsatz kehrte der Zerstörer am 19. November nach New York zurück, wo die USS Jenkins für die Verlegung in den Pazifik ausgerüstet wurde.

### 1943
Am 4. Januar 1943 erreichte sie Noumea, Neukaledonien und wurde zum Geleitzug- und Patrouillendienst in den Salomonen und im Korallenmeer eingesetzt. Ihre erste Landungsoperation begann am 29. Juni als sie zusammen mit anderen Einheiten die Landung auf New Georgia unterstützte. Während der japanischen Luftangriffe schoss die USS Jenkins mehrere Flugzeuge ab.
Die Jenkins wurde der Task Group 36.1 zugeteilt und verließ Tulagi am 5. Juli um einen japanischen, aus Zerstörern und Transportschiffen bestehenden Verband, der Verstärkungen nach Kolombangara bringen sollte, abzufangen. In der folgenden Schlacht im Kula-Golf wurde ein japanischer Zerstörer versenkt und ein weiterer lief auf Grund. Auf amerikanischer Seite wurde der Leichte Kreuzer Helena durch Torpedos versenkt. Am 18. Juli 1943 wurde die Jenkins zur Unterstützung des beschädigten Flugzeugmutterschiffes Chincoteague entsendet. Trotz japanischer Luftangriffe eskortierte der Zerstörer die Chincoteague sicher nach Espiritu Santo. Die nächsten vier Monate verbrachte die Jenkins mit Geleitzugdienst, Übungen und Vorbereitungen für die Operation gegen die Gilbertinseln. Sie sicherte während der Landungen auf Makin und Tarawa am 15. November Rear Admiral Radfords Flugzeugträgergruppe, die Luftangriffe auf die Inseln durchführte. Am 4. Dezember griff die Trägergruppe Kwajalein und Wotje an. Während der Angriffe wurde der Flugzeugträger Lexington von einem Torpedo getroffen. Die Jenkins eskortierte den beschädigten Träger nach Pearl Harbor, wo sie am 9. Dezember einliefen.

### 1944
Der Zerstörer lief am 25. Januar wieder aus und begleitete eine Tankergruppe, die während der Schlacht um die Marshallinseln die eingesetzten Schiffe mit Treibstoff versorgte. USS Jenkins blieb den Februar hindurch bei der Gruppe. Im März setzte sie ihre Artillerie gegen Ziele auf Bougainville ein. Am 20. April verließ sie Seeadler Harbor, um auf die Task Force 77 zu treffen, die am 22. April Landungen bei Hollandia und Aitape auf Neuguinea durchführte. Während des Sommers war die USS Jenkins am Beschuss von Landzielen während der Landungen auf Noemfoor, Sansapor und Morotai beteiligt und führte Patrouillenfahrten und Geleitdienst während dieser Operationen durch. Während der Schlacht um Leyte diente sie als Radarvorposten und war als Jägerleitschiff eingesetzt. Am 28. Dezember wurde die USS Jenkins während der Landung auf Luzon von einer feindlichen Küstenbatterie beschädigt.

### 1945
Am 12. Januar 1945 kehrte sie nach Leyte zurück. Zehn Tage später lief sie zu U-Jagd-Operationen im Golf von Lingayen aus. Ab 13. Februar deckte sie Minensucheinsätze und bekämpfte Landziele auf Corregidor. Sie unterstützte bis Ende April die Landungen auf den Philippinen durch Artillerieeinsatz und U-Jagdeinsätze. Am 24. April verließ sie die Subic-Bucht, um in der Celebessee vor Borneo Minensucheinsätze und amphibische Operationen zu decken. Vor Tarakan lief USS Jenkins auf eine Mine und kehrte zur Reparatur in die Subic Bay zurück. Am 18. Juni 1945 nahm sie Kurs auf die Vereinigten Staaten, um die restlichen Reparaturen durchzuführen. Sie erreichte San Diego am 8. Juli und blieb bis Kriegsende an der Westküste.

### 1946–1950
Am 1. Mai 1946 wurde die USS Jenkins außer Dienst gestellt und der Reserveflotte zugeteilt.

### Koreakrieg
Der Ausbruch des Koreakrieges führte zur erneuten Indienststellung des Schiffes. Am 2. November 1951 übernahm Commander C. F. McGivern das Kommando über den zum DDE umklassifizierten Zerstörer. USS Jenkins verließ am 25. Februar 1952 San Diego, um in Pearl Harbour Ausbildungsfahrten durchzuführen. Nach Abschluss der Ausbildung verlegte sie nach Japan, wo sie am 12. Juni ankam. Während des Sommers gehörte sie zur Task Force 77. Am 5. Dezember kehrte sie nach Pearl Harbor zurück, wo sie bis zum 10. November 1953 blieb, um erneut bis zum 15. Juni 1954 in Fernost eingesetzt zu werden.

### 1954–1964
Zwischen 1954 und 1964 gehörte die USS Jenkins jährlich zur 7. US-Flotte in Fernost und hatte ihren Heimathafen in Pearl Harbor.

### Vietnamkrieg

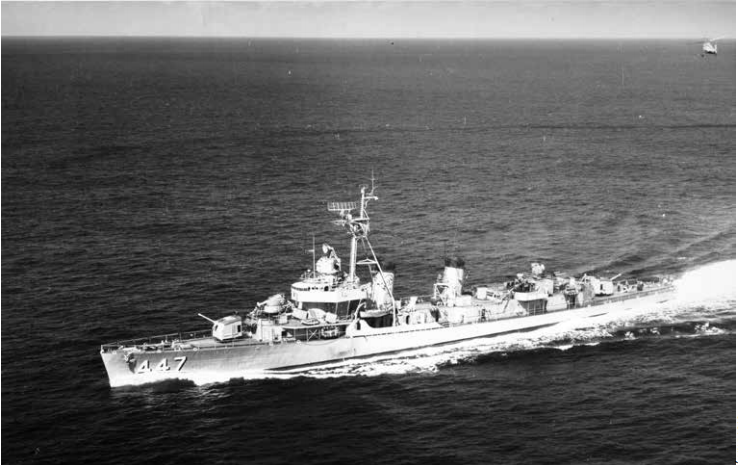
Die USS Jenkins 1965

Im April 1965 wurde das Schiff zur Patrouille vor der südvietnamesischen Küste vor Đà Nẵng eingesetzt und gehörte zur Task Force 71.
Am 9. Februar 1966 verließ das Schiff Hawaii, um am 21. Februar Feuerunterstützung für die US-Marines in Südvietnam zu leisten. Am 22. Juli lief sie in Pearl Harbor ein und wurde zwischen dem 11. September und dem 6. Februar 1967 einer Grundüberholung unterzogen.
Vom 18. April 1967 bis 4. Oktober war sie erneut in Taiwan und Vietnam eingesetzt. Nachdem sie am 23. Oktober 1967 Pearl Harbor erreichte, operierte die USS Jenkins in den Gewässern rund Hawaii. Am 5. August 1968 nahm sie wieder Kurs auf Südostasien und löste am 4. September 1968 die USS Rich vom Such- und Rettungsdienst (SAR) im Golf von Tonkin ab. Sie verblieb bis zum 26. Dezember 1968 im SAR-Dienst. Anschließend wurde sie zur Feuerunterstützung eingesetzt. Am 18. Januar 1969 trat sie ihre Rückreise nach Pearl Harbor an, wo sie am 28. Februar 1969 einlief.
USS Jenkins wurde am 2. Juli 1969 in San Diego außer Dienst gestellt und am gleichen Tag von der Flottenliste gestrichen

### Verbleib
Ursprünglich zum Verkauf an eine befreundete Nation vorgesehen, wurde das Schiff am 26. Februar 1971 an die Campbell Machine Corp., San Diego zur Verschrottung verkauft.

## Auszeichnungen
USS Jenkins erhielt 14 Battle Stars während des Zweiten Weltkriegs, einen Battle Star im Koreakrieg und fünf Battle Stars für ihren Einsatz in Vietnam.